# Попівка (притока Кищихи)
Попівка — річка в Україні, у Маньківському районі Черкаської області. Ліва притока Кищихи (басейн Південного Бугу).

## Опис
Довжина річки 17  км, похил річки — 3,6 м/км, площа басейну водозбору 67,1  км², найкоротша відстань між витоком і гирлом — 14,58  км, коефіцієнт звивистості річки — 1,17 . Формується з декількох безіменних струмків та багатьох водойм.

## Розташування
Попівка бере початок на заході від села Кривець. Тече переважно на південний схід у межах сіл Попівки та Крачківки. На околиці села Іваньки впадає у річку Кищиху, праву притоку Гірського Тікичу. У селі Крачківка річку перетинає автошлях Т 2406.

## Галерея

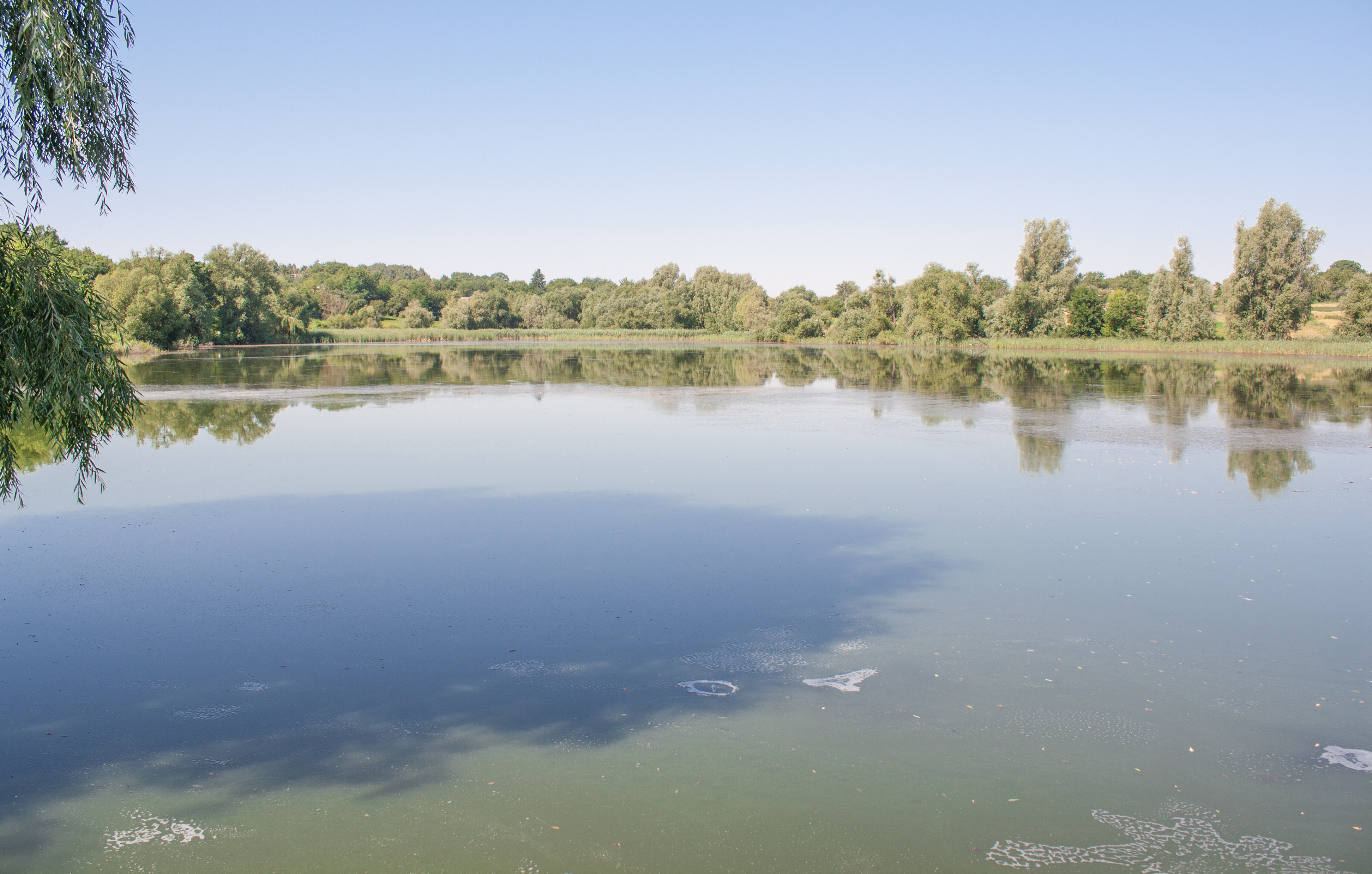
Ставок на річці в селі Кривець